# 国鉄タキ13700形貨車
国鉄タキ13700形貨車（こくてつタキ13700がたかしゃ）は、かつて日本国有鉄道（国鉄）及び1987年（昭和62年）4月の国鉄分割民営化後は日本貨物鉄道（JR貨物）に在籍した私有貨車（タンク車）である。
本形式と同一の専用種別も存在したタキ13800形についても本項目で解説する。

## タキ13700形
タキ13700形は、アルコール専用の35t 積タンク車として1969年（昭和44年）1月31日から1974年（昭和49年）2月19日にかけて5ロット30両（タキ13700 - タキ13729）が富士重工業1社のみにて製作された。
本形式の他にアルコールを専用種別とする形式にはタ2000形、タム8100形、タサ3000形、タサ3200形、タサ3500形、タサ5000形、タキ500形、タキ600形、タキ3500形、タキ7200形、タキ7250形、タキ13800形（後記）の12形式が存在した。
所有者は、内外輸送1社のみであった。
1979年（昭和54年）10月より化成品分類番号「燃31」（燃焼性の物質、引火性液体、危険性度合2（中））が標記された。
35系に属するタンク体は、ステンレス鋼(SUS304)製であり、積込みはマンホールからの上入れ式、荷降ろしは吐出管を用いた下出し式である。
車体色はステンレス地色であったが晩年は銀色に塗装された。寸法関係は全長は12,010mm、全幅は2,720mm、全高は3,860mm、台車中心間距離は8,210mm、実容積は44.8m3、自重は15.5t、換算両数は積車5.0、空車1.6であり、台車はベッテンドルフ式のTR41C、TR41E-12である。
1987年（昭和62年）4月の国鉄分割民営化時には全車（30両）の車籍がJR貨物に継承されたが、2007年（平成19年）10月に最後まで在籍した24両が廃車となり同時に形式消滅となった。

### 年度別製造数
各年度による製造会社と両数は次のとおりである。
- 昭和43年度 - 3両
  - 富士重工業 3両 内外輸送（タキ13700 - タキ13702）
- 昭和44年度 - 3両
  - 富士重工業 3両 内外輸送（タキ13703 - タキ13705）
- 昭和45年度 - 4両
  - 富士重工業 4両 内外輸送（タキ13706 - タキ13709）
- 昭和46年度 - 10両
  - 富士重工業 10両 内外輸送（タキ13710 - タキ13719）
- 昭和48年度 - 10両
  - 富士重工業 10両 内外輸送（タキ13720 - タキ13729）

## タキ13800形
タキ13800形は、酒類専用の35t 積タンク車として1969年（昭和44年）4月18日から同年7月11日にかけて2ロット25両（コタキ13800 - コタキ13824）が富士重工業1社のみにて製作された。
記号番号表記は、特殊標記符号「コ」（全長 12 m 以下）を前置し「コタキ」と標記する。
本形式の他に酒類を専用種別とする形式には、他に例がなく唯一の存在であったが1988年（昭和63年）7月6日に14両（コタキ13800 - コタキ13804、コタキ13807 - コタキ13809、コタキ13812 - コタキ13817、コタキ13819）がアルコールへ専用種別変更された。アルコールの比重は酒類より軽いため、専用種別変更された車輛は積載荷重が28t に減トンされ、化成品分類番号「燃31」（燃焼性の物質、引火性液体、危険性度合2（中））が標記された。
所有者は、内外輸送1社のみであった。
35系に属するタンク体は、ステンレス鋼(SUS304)製であり、積込みはマンホールからの上入れ式、荷降ろしは吐出管を用いた下出し式である。
車体色はステンレス地色であったが晩年は銀色に塗装された。寸法関係は全長は11,300mm、全幅は2,600mm、全高は3,660mm、台車中心間距離は7,500mm、実容積は35.0m3、自重は14.8t、換算両数は積車5.0、空車1.4であり、台車はベッテンドルフ式のTR41Cであった。
1987年（昭和62年）4月の国鉄分割民営化時には全車（25両）の車籍がJR貨物に継承されたが、2007年（平成19年）8月に最後まで在籍した7両が廃車となり同時に形式消滅となった。